# Irondale (Alabama)
Irondale er en by i den centrale del af delstaten Alabama i USA. Byen har 13.497 (2020) indbyggere og er en forstad til storbyen Birmingham.
Irondale er beliggende i det amerikanske county Jefferson County.